# 小孢炭黑粉菌
小孢炭黑粉菌（学名：Anthracoidea microspora）是属于黑粉菌目炭黑粉菌科炭黑粉菌属的一种真菌，寄生在苔草属植物上。该种分布于中国。
其种加词“microspora”意为“小孢的”。